# 바인 넘

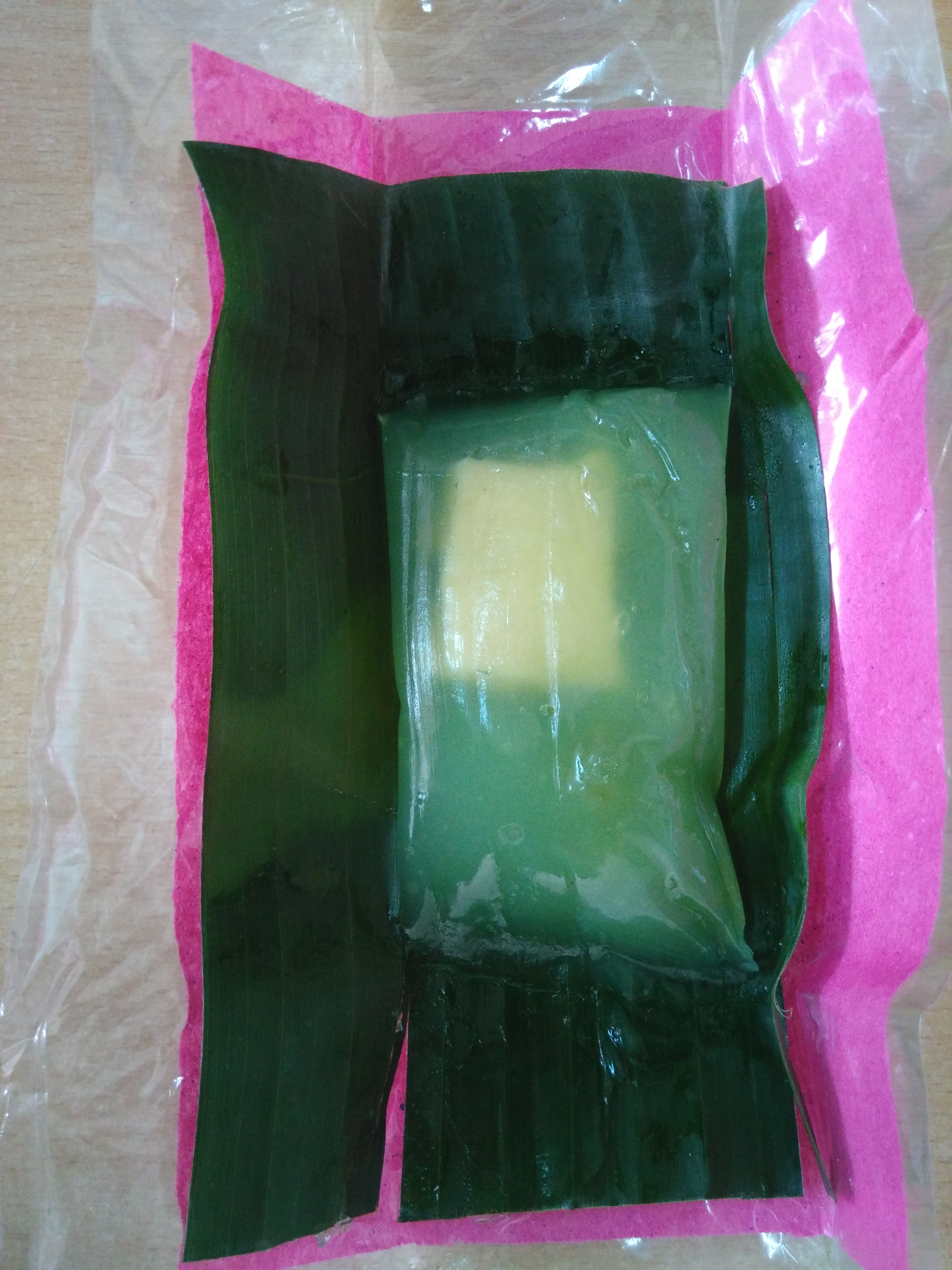
바인 넘

바인 넘(베트남어: bánh nậm)은 베트남의 쌀 요리이다. "배오, 넘, 록"으로 대표되는 후에 지역의 쌀 요리 세 가지 가운데 "넘"이 바인 넘을 가리킨다. 쌀가루와 카사바녹말로 만들어져 부드럽고, 안에는 새우와 돼지고기 등 소가 들어 있다. 바나나 잎으로 싸서 쪄 낸다. 녹두를 넣은 채식 버전은 주로 불교 휴일에 만들어 먹는다. 흔히 느억 쩜을 곁들인다.

## 같이 보기
- 바인 배오
- 바인 봇 록